# Bomfunk MC's
Bomfunk MC's est un groupe de musique finlandais, dont le style mêle hip-hop, electro-funk et house. 
Fondé en 1998, il a pour leader Raymond Ebanks surnommé B.O. Dubb (autrefois connu sous le pseudonyme B.O.W.) et a pour principal producteur Jaakko Salovaara (aussi connu sous le pseudonyme « JS16 »).
Il est notamment connu pour le titre Freestyler, issu de son premier album In Stereo (1999).

## Biographie
En 1999, le groupe sort son premier album In Stereo. Les singles Freestyler, Uprocking Beats et B-Boys and Flygirls qui en sont issus vont vite rencontrer le succès en Finlande. Il atteint de nombreux classements,,,,,,,,,,. Il est certifié double-disque de platine en Finlande, disque d'or en Suède, en Norvège, en Australie et en Nouvelle-Zélande,. Il s'en écoulera 134 610 exemplaires en Finlande.
Grâce à ses débuts encourageants, le single Freestyler est lancé en Scandinavie et en Allemagne. Finalement, en 2000, le single Freestyler, qui reste à ce jour le plus gros succès commercial du groupe, sort dans toute l'Europe et devient numéro un des ventes. Au-delà de la réussite en Allemagne et au Danemark, il est par exemple numéro un en Irlande et en Belgique et numéro deux au Royaume-Uni. Toujours en 2000, le groupe gagne le prix Best Nordic Act aux MTV Europe Music Awards.
En 2002, Bomfunk MC's sort l'album Burnin' Sneakers dont seront extraits les singles Super Electric, Live Your Life avec Max'C et Something Goin' On avec Jessica Folcker. Bien qu'ayant bien marché en Finlande, cette fois-ci, l'album ne rencontrera pas le succès international. En septembre 2002, DJ Gismo décide de quitter le groupe. Il sera rapidement remplacé par Riku Pentti (DJ) et Okke Kuomolainen (claviers), qui avec le bassiste Ville Makinen formaient auparavant le groupe The Skillsters Plus One. Après leur arrivée, sortait un remix de Back to Back. Ils composent également la musique Put Ya Hands Up pour le jeu Firebugs qui sortira en octobre 2002 sur Playstation.
En 2004, l'album Reverse Psychology, sorti sous le label Universal Music, est précédé du single No Way in Hell. Un autre single issu de l'album, Hypnotic (avec Elena Mady), devient un succès. La moitié de l'album est produite par JS16 et l'autre moitié par The Skillsters Plus One.

## Membres
- Raymond Ebanks alias B.O. Dubb - chant (1998-2005)
- Ari Toikka - batterie (1998-2005)
- Ville Makinen (Mr Willy) - basse, claviers (1998-2005)
- Riku Pentti - DJ, claviers (2002-2005)
- Okke Kuomolainen - claviers (2001-2005)
- Ismo Lappalainen (DJ Gismo) - DJing (1998-2002)